# Петруня Максим Михайлович
Максим Михайлович Петруня (нар. 6 квітня 1980, Київ, УРСР) — український футболіст, півзахисник та нападник.

## Життєпис
Вихованець київської ДЮСШ «Зміна-Оболонь», перший тренер — Дмитро Фетісов. У дорослому футболі дебютував у 1997 року в складі київської «Оболоні-ППО» у Другій лізі чемпіонату України. У 1997-1999 роках виступав за аматорську «Податкову академію» з Ірпеня. 1999 року, у складі збірної України серед аматорів, сформованої на базі ірпінського клубу, вирушив на аматорський чемпіонат Європи. На вище вказаному турнірі під керівництвом Юрія Коваля та Павла Яковенка здобула бронзові нагороди. Першу половину сезону 1999/2000 років провів в «Оболоні», де виступав за фарм-клуб команди у другій лізі. Потім був запрошений до команди вищого дивізіону – кіровоградської «Зірки», яку очолював Юрій Коваль. У вищій лізі дебютував 26 травня 2000 року, на 57-й хвилині домашнього матчу проти київського ЦСКА замінивши Юрія Кудінова. Загалом у дебютному сезоні з'являвся на полі у складі «Зірки» 5 разів, також грав за «Зірку-2» у другій лізі. Залишився в команді після вильоту з вищого дивізіону. Виступаючи у першій лізі згодом став одним із основних гравців. У 2003 році у складі команди став переможцем першого дивізіону. Провів ще один сезон за «Зірку» у вищій лізі, в якому команда посіла останнє місце у турнірній таблиці. Клуб почав зазнавав серйозних фінансових труднощів і не зміг заявитися на першу лігу, у зв'язку з чим його залишили всі ключові гравці, включаючи й Максима Петруню. Під час виступів у кіровоградській команді також відлучався до білоцерківської «Росі» і, що фарм-клубу «Зірки», южноноукраїнської «Олімпії ФК АЕС».
У 2004 році, разом з Юрієм Ковалем та групою колишніх гравців «Зірки», перейшов до луганської «Зорі», яка виступала у першій лізі. У чемпіонаті 2004—2005 років у складі команди провів 20 матчів та забив 2 голи, чим допоміг клубу виграти бронзові нагороди першості, проте після завершення сезону залишив «Зорю». Також виступав за аматорську «Зорю-Гірник» у чемпіонаті Луганської області. Після відходу із «Зорі», на професіональному рівні більше не грав.

## Досягнення
- Перша ліга України
  -  Чемпіон (1): 2002/03
  -  Бронзовий призер (1): 2004/05